# Bernardino Telesio
Bernardino Telesio (Cosenza, 1509 - Cosenza, 1588) va ser un filòsof i naturalista italià. Telesio parteix d'una ruptura amb Aristòtil, acusant-lo de contradictori amb si mateix i amb les Sagrades Escriptures. Sosté que no hi ha cap raó per seguir-lo, abans de seguir a l'experiència. Sosté un panpsiquisme segons el qual la natura es regeix per les seves pròpies lleis, cal descobrir-hi "l'ànima divina" sobreafegida a la natura, en l'home és la llibertat. Telesio construeix una nova física, amb noves lleis que regulen el moviment. Segons Telesio hi ha tres principis, dos actius i un passiu: els actius són la calor i el fred mentre que el passiu serà la matèria, configurada per les dues forces contràries entre si. L'esperit és com una mena de cos, subtil, tènue, mal·leable, que se situa originalment en el cervell, però que des d'aquí es difon a tot el cos, substància mal·leable, que rep les afeccions de l'exterior i queda transformada per ells (per el fred i la calor), el subjecte es transforma en l'afecció, el subjecte no és estable. La funció de l'esperit és la sensació, i es produeix gràcies a l'extensió i contracció dels cossos per la calor i el fred, les coses externes actuen en l'esperit i el modelen. El més important és que l'esperit és conscient d'aquestes contraccions, el sistema extern és el sentit del tacte, funciona com aquest sentit, imatge de la cera, modelable.